# 968 a.C.
Il 968 a.C. (CMLXVIII a.C. in numeri romani) è un anno  del X secolo a.C.

## Eventi
- Guerra civile del re debole: Rud Hud Hudibras diventa re di Britannia.